# Chi Cao su
Chi Cao su, tên khoa học Hevea, là một chi thực vật có hoa trong họ Đại kích

## Hình ảnh

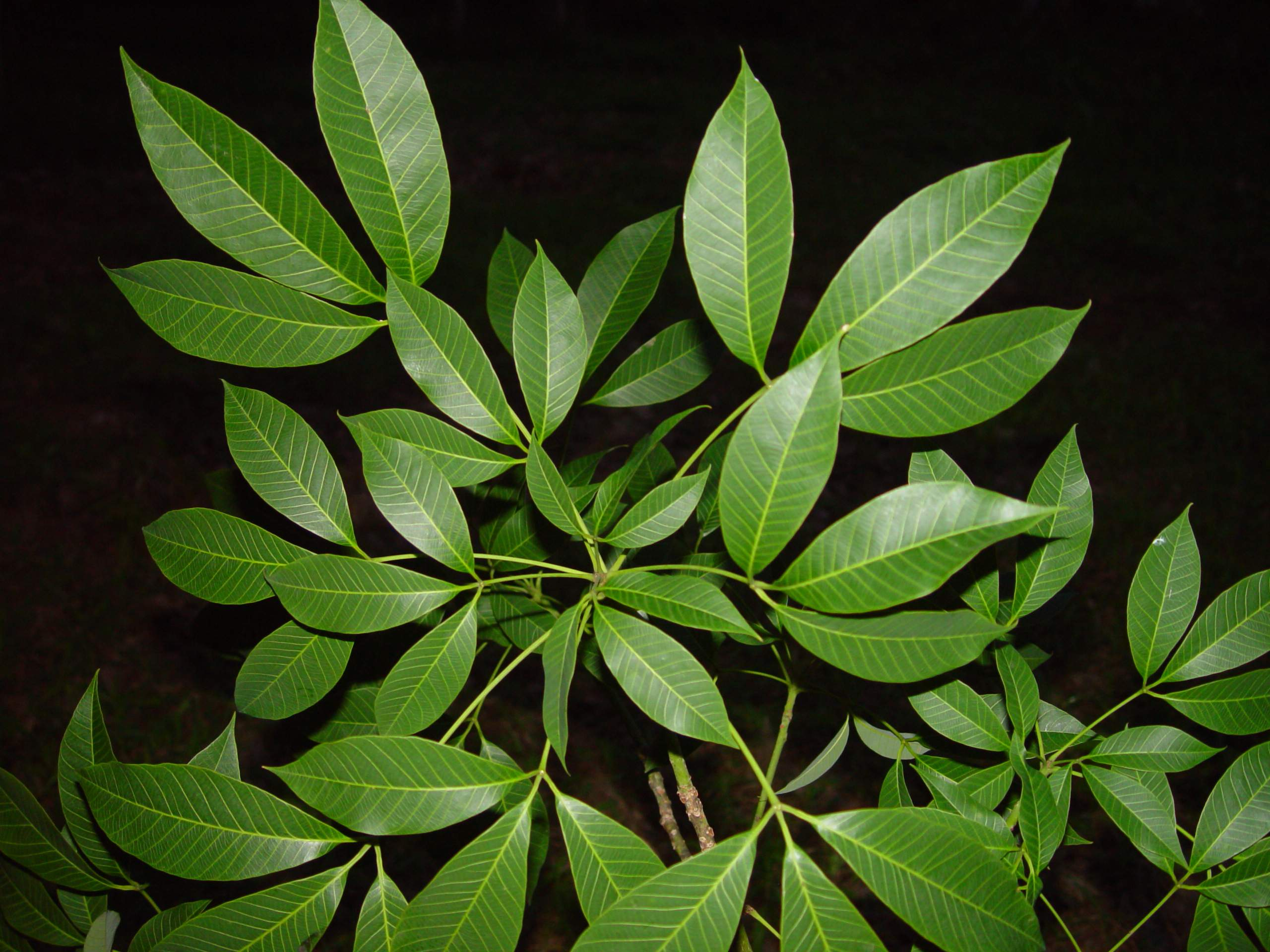
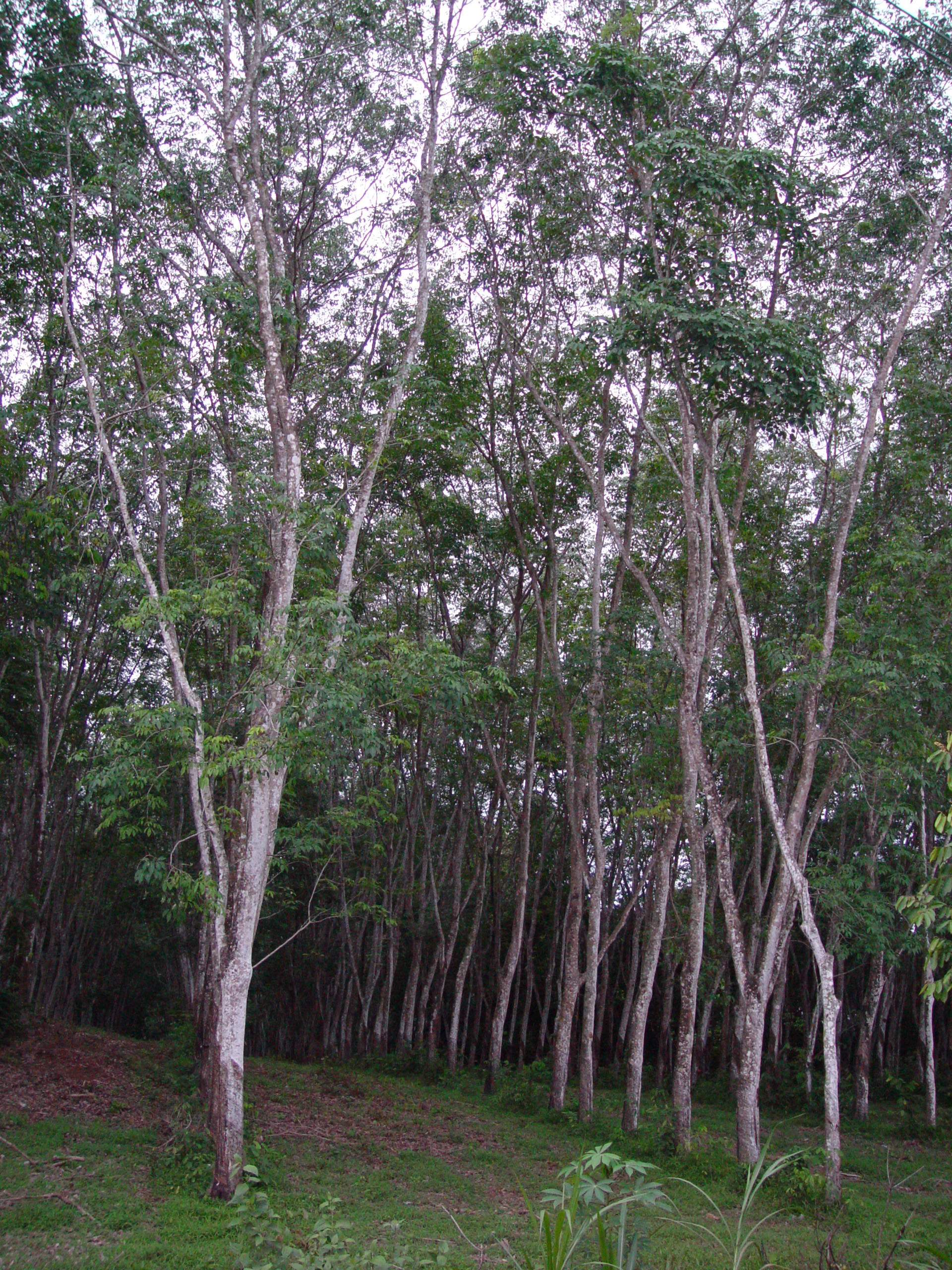
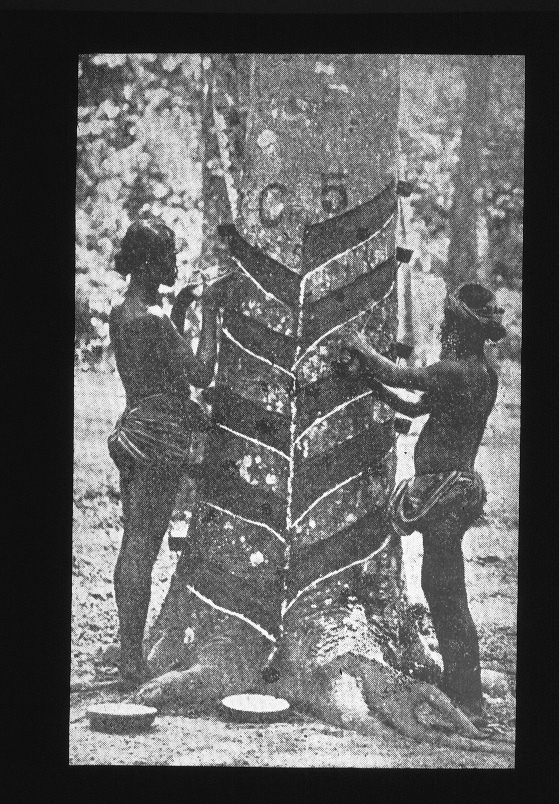
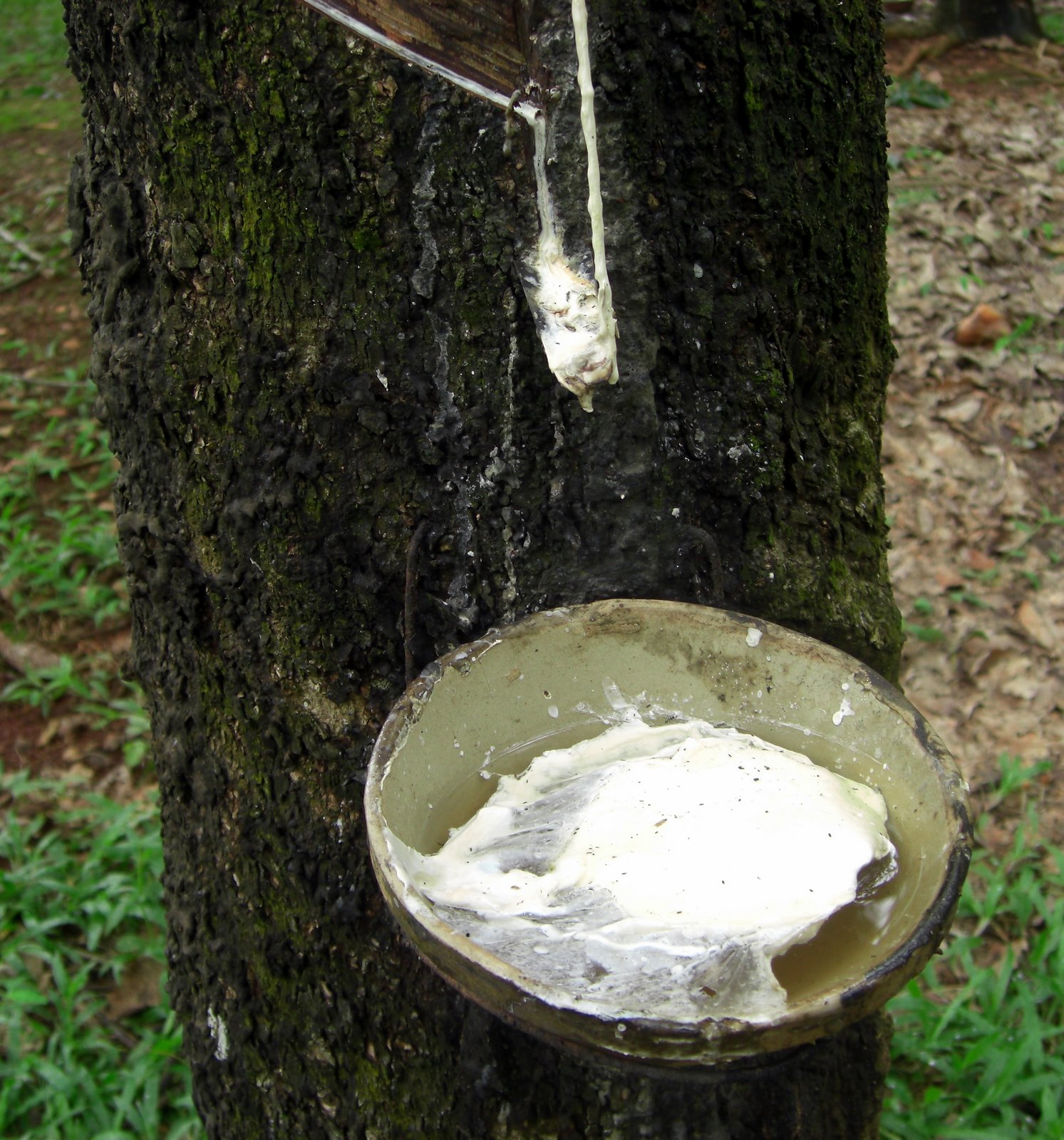

## Loài
Chi này gồm các loài sau:
- Hevea benthamiana
- Hevea brasiliensis
- Hevea camporum
- Hevea guianensis
- Hevea microphylla
- Hevea nitida
- Hevea pauciflora
- Hevea rigidifolia
- Hevea spruceana